# Ski en Hongrie

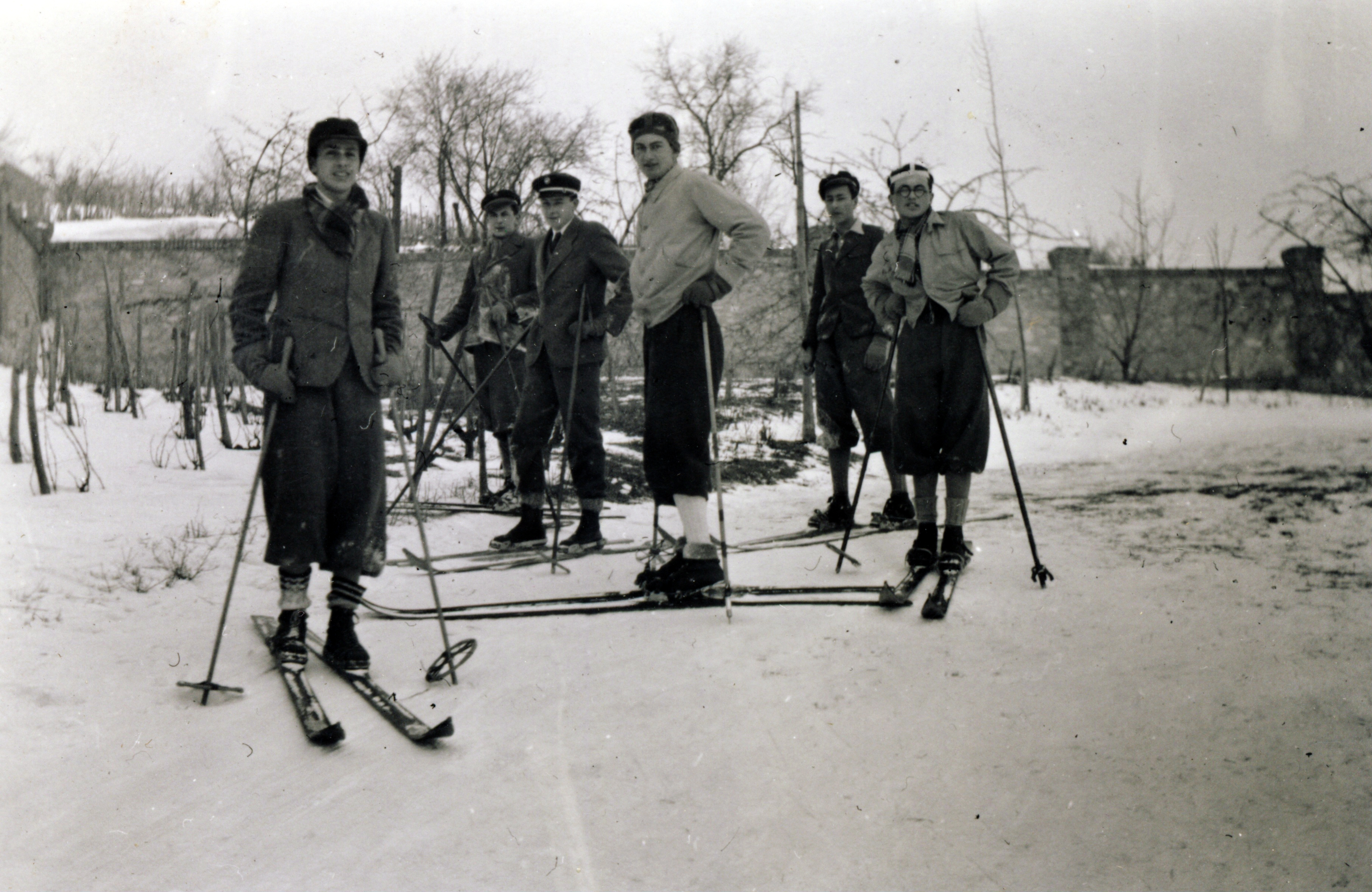
Des skieurs en Hongrie dans les années 1930 (collection Fortepan).

La Hongrie reçoit suffisamment de neige pour pratiquer le ski. 
Bien que l'altitude de la grande partie du pays n'excède pas 300 mètres, on trouve plusieurs chaînes de moyennes montagnes en Hongrie. Il existe quatre régions géographiques montagneuses, d'ouest en est: Alpokalja, Moyennes montagnes transdanubiennes, Mecsek, Moyennes montagnes septentrionales. 
Le pays n'a pas remporté de compétition importante (Jeux olympiques ou championnats du monde) en ski.

## Historique
L'histoire du ski hongrois aurait débuté dans les années 1860 dans l'empire d'Autriche. En 1865, le pharmacien Károly Cornides de Starý Smokovec (actuelle Slovaquie) qui revient d'Europe du Nord décore sa pharmacie avec des skis. Ensuite, le Docteur Mikuláš Szontagh (cs) développe la ville en station thermale et utilise le ski comme une des activités de la ville. Il aurait été le premier skieur des Hautes Tatras et il est considéré comme un pionnier du ski dans cette région. Ensuite, Michael Guhr (de) est formé par Mathias Zdarsky et il améliore sa technique lors d'un voyage en Norvège. 
En parallèle en  1891, István Chernel voyage en Norvège où il apprend le ski. Ainsi, il est un des premiers skieur hongrois. À son retour en Hongrie, il aurait transmis sa passion à ses compatriotes. En 1892, Mihály Bély (hu) et Károly Demény (eo) auraient organisé la première course à ski du pays.
En 1908, le Magyar Sí Klub est fondé par 31 membres dont Károly Jordan (de) et Jenő Serényi (pl),. En 1909, le premier concours de saut est organisé à Normafa. En 1911, le Magyar Sí Klub et Michael Guhr (de) organisent les premiers championnats de Hongrie de ski à Tatranská Polianka (aujourd'hui en Slovaquie) en 1911. Le classement de la compétition est calculé sur la base des scores combinés de trois épreuves (course de ski de fond de 6 km, saut à ski et compétition artistique).
Le titre est remporté par l'Autrichien Richard Gerin.
En 1913, la Fédération hongroise de ski (pl) est créée. En 1924, la Hongrie est l'un des membres fondateurs de la Fédération internationale de ski et le pays est représenté par quatre athlètes en combiné nordique et en ski de fond. Depuis, le pays participe à toutes les éditions des Jeux olympiques d'hiver.

## Station de sports d'hiver

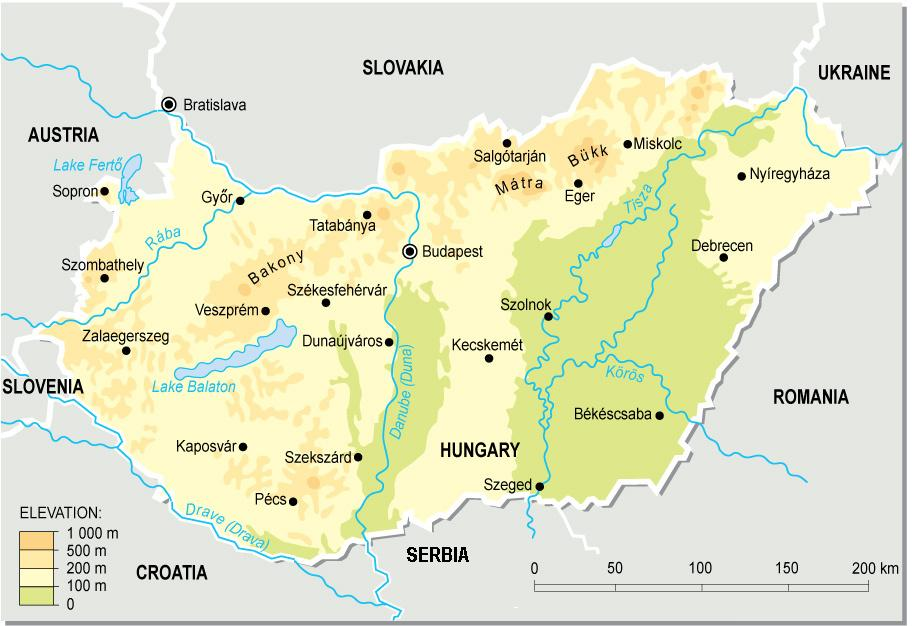
Carte topographique de la Hongrie.

La Hongrie compte treize stations de ski.
Les stations de ski populaires en Hongrie sont Dobogókő (en), Kékes, Nagy-Hideg-hegy, Eplény et Mátraszentimre. Normafa, un parc de Budapest, a longtemps été utilisé pour du saut à ski.

## Hongrie aux Jeux olympiques d'hiver
La Hongrie remporte sept médailles aux Jeux olympiques d'hiver dans les disciplines dites « de glace ». La première médaille olympique hongroise est remportée par le couple Emília Rotter et László Szollás en 1932. Le couple récidive quatre ans plus tard.

## Disciplines

### Ski nordique
Le premier concours de saut à ski a eu lieu à Normafa en 1909. À l'époque, Budapest était l'épicentre du ski hongrois. Le premier tremplin en bois de Budapest est inauguré le 26 janvier 1919. D'autres tremplins de plus en plus grands sont construits dans les années 1920 et 1930 dans plusieurs quartiers de la ville. Les championnats de ski nordique de Hongrie sont organisés depuis 1913 avec une interruption pendant la première guerre mondiale. Ensuite des championnats par disciplines, comme par exemple, le Championnat de Hongrie de saut à ski (hu) sont organisés.
Les sauteurs hongrois les plus connus sont Béla Szepes, Pál Ványa (en), Darabos Sándor ou encore Bertalan Mező (pl).

### Ski alpin
En ski alpin, Edith Miklos a obtenu les meilleurs résultats des athlètes hongrois. Elle a réalisé deux podiums en Coupe du monde et elle a terminé 7e de la descente olympique de Sotchi en 2014. Après sa carrière, elle est devenue présidente de la Fédération.
Une des premières skieuses hongroises est Terez Egenhoffer (pl).

### Biathlon
En biathlon, Emőke Szőcs a défendu les couleurs de la Hongrie notamment lors de plusieurs championnats du monde.